# Al-Sadd Sports Club
Maillots
Le Al-Sadd SC (en arabe : نادي السد) est un club qatarien de football fondé en 1969 et basé à Doha, la capitale du pays.

## Histoire
Fondé le 21 octobre 1969 par le Sheikh Qassem ben Hamad al-Thani (ministre de la Jeunesse et des Sports à ce moment-là) sur l'idée d'un groupe d'étudiants passionnés de football, les premières années du club se déroulent avec des joueurs qatariens seulement, et entame son parcours en première division en remportant le Championnat du Qatar pour la première fois de son histoire en 1972.
En 1975, il remporte sa première Coupe du Qatar.  
Le club compte actuellement 15 Championnats et 18 Coupes du Qatar, ainsi que deux Ligue des champions d'Asie, remportées en 1989 en 2011. Il est donc considéré comme le meilleur club qatarien de tous les temps, et possède (ou a possédé) des joueurs mondialement connus comme Raúl González, Mamadou Niang, Lee Jung-soo, ou Xavi Hernandez.

## Palmarès
| Compétitions nationales | Compétitions internationales |
| - Championnat du Qatar (18) : - Champion : 1972, 1974, 1979, 1980, 1981, 1987, 1988, 1989, 2000, 2004, 2006, 2007, 2013, 2019, 2021, 2022, 2024, 2025 - Coupe du Qatar (19) : - Vainqueur : 1975, 1977, 1982, 1985, 1986, 1988, 1991, 1994, 2000, 2001 , 2003, 2005, 2007, 2014, 2015, 2017, 2020, 2021, 2024 - Finaliste : 1974, 1983, 1987, 1993, 2002, 2013, 2016, 2019, 2023 - Coupe Crown Prince de Qatar (8) : - Vainqueur : 1998, 2003, 2006, 2007, 2008, 2017, 2020 et 2021. - Finaliste : 2004, 2012, 2013, 2018, 2019 et 2024. - Coupe Sheikh Jassem de Qatar (15) : - Vainqueur : 1977, 1978, 1979, 1981, 1985, 1986, 1988, 1990, 1997, 1999, 2001, 2006, 2014, 2017 et 2019. | - Ligue des champions de l'AFC (2) : - Vainqueur : 1989, 2011. - Coupe arabe des clubs champions (1) : - Vainqueur : 2001. - Coupe du golfe des clubs champions (1) : - Vainqueur : 1991. - Coupe afro-asiatique : - Finaliste : 1989. - Coupe arabe des vainqueurs de coupe : - Finaliste : 1992. - Coupe du monde des clubs : - Troisième : 2011 |

Trophée amicaux
- Trophée Al Ahrar (11) :
  - Vainqueur : 2025

- Trophée Santiago Bernabéu :
  - Finaliste : 2013

L'équipe a par ailleurs été finaliste en 2010, du Championnat des clubs de futsal de l'AFC.

## Joueurs du club

### Entraîneurs du club
Le tableau suivant présente la liste des entraîneurs du club depuis 1969.
| Rang | Nom              | Période   |
| ---- | ---------------- | --------- |
| 1    | Hamad Al Attiyah | 1969      |
| 2    | Said Musa        | 1969      |
| 3    | ?                | 1969-1973 |
| 4    | Said Musa        | 1973-1974 |
| 5    | Abdulla Balash   | 1974      |
| 6    | Hassan Othman    | 1974-1977 |
| 7    | ?                | 1977-1979 |
| 8    | José Faria       | 1979-1982 |
| 9    | Hassan Othman    | 1982      |
| 10   | Jimmy Meadows    | 1982-1983 |
| 11   | Pepe             | 1983-1984 |
| 12   | Hassan Othman    | 1984-1985 |
| 13   | Procópio Cardoso | 1985-1987 |
| 14   | Ahmed Omar       | 1987-1988 |
| 15   | José Carbone     | 1988-1989 |

| Rang | Nom                | Période   |
| ---- | ------------------ | --------- |
| 16   | Obeid Jumaa        | 1989      |
| 17   | José Carbone       | 1989      |
| 18   | Cabralzinho        | 1989-1990 |
| 19   | Silas              | 1990-1991 |
| 20   | Obeid Jumaa        | 1991-1992 |
| 21   | Sebastião Lapola   | 1993      |
| 22   | Ahmed Omar         | 1993-1994 |
| 23   | Flamarion Nunes    | 1994      |
| 24   | Džemaludin Mušović | 1994-1995 |
| 25   | Khalifa Khamis     | 1995      |
| 26   | Sebastião Rocha    | 1995-1996 |
| 27   | Ahmed Omar         | 1996-1997 |
| 28   | Abdelkader Youmir  | 1997      |
| 29   | Evaristo           | 1997      |
| 30   | Zé Mário           | 1997      |
| 31   | Rabah Madjer       | 1997-1998 |

| Rang | Nom                     | Période              |
| ---- | ----------------------- | -------------------- |
| 32   | Abdelkadir Bomir        | 1998-1999            |
| 33   | Luiz Gonzaga            | 1999                 |
| 34   | Evaristo                | 1999                 |
| 35   | Adnan Dirjal            | 1999                 |
| 36   | Procópio Cardoso (en)   | 1999-2000            |
| 37   | Džemaludin Mušović      | 2000                 |
| 38   | René Meulensteen        | juil. 2000-oct. 2001 |
| 39   | Ilie Balaci             | oct. 2001-oct. 2002  |
| 40   | Luka Peruzović          | oct. 2002-mai 2004   |
| 41   | Bora Milutinović        | mai 2004-oct. 2005   |
| 42   | Mohammed Al Ammari (en) | oct. 2005-mai 2006   |
| 43   | Jorge Fossati           | mai 2006-août 2007   |
| 44   | Rezki Said              | août 2007-janv. 2008 |

| Rang | Nom                 | Période              |
| ---- | ------------------- | -------------------- |
| 45   | Hassan Hormat Allah | févr. 2008-juin 2008 |
| 46   | Émerson Leão        | juin 2008-nov. 2008  |
| 47   | Džemaludin Mušović  | nov. 2008-juin 2009  |
| 48   | Cosmin Olăroiu      | juin 2009-déc. 2010  |
| 49   | Jorge Fossati       | déc. 2010-mai 2012   |
| 50   | Houcine Ammouta     | juin 2012-nov. 2015  |
| 51   | Jesualdo Ferreira   | nov. 2015-mai. 2019  |
| 52   | Xavi                | mai. 2019-nov. 2021  |
| 53   | Javi Gracia         | déc. 2021-jun. 2022  |
| 54   | Juanma Lillo        | jun. 2022-           |

### Joueurs emblématiques
- Baghdad Bounedjah
- Nadir Belhadj
- Mauro Zárate
- Romário
- Afonso Alves
- Grafite
- Marcio Emerson Passos
- Felipe
- Kader Keita
- Carlos Tenorio
- Xavi
- Raúl González
- Frank Lebœuf
- Abedi Pelé
- Pascal Feindouno
- Ali Daei
- Karim Bagheri
- Bouchaib El Moubarki
- Youssef Chippo
- Victor Ikpeba
- John Utaka
- Mohammed Gholam
- Mamadou Niang
- Dame N'Doye
- Fabijan Cipot
- José Clayton

## Culture populaire

### Amitié[réf.nécessaire]
- Al-Wakrah SC
- CR Belouizdad
- Club africain